# Ardenna
Ardenna är ett släkte med havsfåglar i ordningen stormfåglar (Procellariiformes). Släktet omfattar sju stora liror som tidigare fördes till släktet Puffinus. 
Genetiska studier har visat att Puffinus i traditionell bemärkelse är parafyletiskt gentemot Calonectris. Utifrån dessa rön delar många auktoriteter idag upp släktet Puffinus i de två släktena Puffinus och Ardenna.
Arter inom släktet Ardenna:
- Kilstjärtslira (Ardenna pacifica)
- Gråryggig lira (Ardenna bulleri)
- Kortstjärtad lira (Ardenna tenuirostris)
- Grålira (Ardenna grisea)
- Större lira (Ardenna gravis)
- Ljusfotad lira (Ardenna carneipes)
- Rosanäbbad lira (Ardenna creatopus)